# Бюйтен (Білогірський район)
Бюйте́н (крим. Büyten, з 1948 по 2023 рік — Фру́нзе) — село в Україні, в Білогірському районі Автономної Республіки Крим.

## Історія
В останній період Кримського ханства Біюктен входив до Кучук-Карасівського кадилика Карасубазарського каймаканства, перша документальна згадка села зустрічається в Камеральному Описі Криму… 1784 року.
За даними на 1864 рік у селі німецьких колоністів Буйтень Перекопського повіту Таврійської губернії мешкало 132 особи (65 чоловічої статі та 67 — жіночої), налічувалось 20 дворових господарств.
Станом на 1886 у німецькій колонії Буйтень (Герренгильф) Айбарської волості мешкало 191 особа, налічувалось 26 дворових господарств, існував протестантський молитовний будинок.
У 2015 році село було внесено до переліку населених пунктів, які потрібно перейменувати згідно із законом «Про засудження комуністичного та націонал-соціалістичного (нацистського) тоталітарних режимів в Україні та заборону пропаганди їхньої символіки».
12 травня 2016 року постановою Верховної Ради України № 1352-VIII селу повернено назву Бюйтен відповідно до вимог закону «Про засудження комуністичного та націонал-соціалістичного (нацистського) тоталітарних режимів в Україні та заборону пропаганди їхньої символіки». Постанова набрала чинности у 2023 році.